# Takashi Kano
Takashi Kano (加納 孝, Kano Takashi, né le 31 octobre 1920 à Tokyo  et mort le 4 juin 2000) est un footballeur japonais.